# Балабушка, Джордж
Джордж Балабушка (имя при рождении Григорий Антонович Балабушка, 9 декабря 1912 — 5 декабря 1975) — американец российского происхождения, мастер-изготовитель бильярдных киёв. Кии работы Балабушки, которого в мире бильярда нередко сравнивают со Страдивари, были дополнительно популяризированы в фильме Мартина Скорсезе «Цвет денег» с Полом Ньюменом и Томом Крузом. Всего за время работы Джордж Балабушка изготовил примерно 1 200 киёв (в период с 1959 по 1976 год). Стоимость одного кия, сделанного Балабушкой, при наличии подтверждённого происхождения, достигает на аукционах нескольких десятков тысяч долларов.

## Биография
Джордж Балабушка родился в России и иммигрировал в США в 1924 году, в возрасте 12 лет, вместе с родителями, Антоном и Натальей, и младшей сестрой Марией. Несмотря на то, что его русское имя Григорий имеет англоязычный аналог Грегори, иммиграционный чиновник на острове Эллис записал в его документы имя Джордж. Семья Балабушки поселилась в Нью-Йорке, где он устроился на работу в мастерскую по производству деревянных игрушек, затем на мебельной фабрике. Став опытным мастером своего ремесла, Балабушка стал изготовлять аккордеоны и браться за другие сложные и штучные заказы.
В 1941 году Джордж Балабушка женился на женщине по имени Жозефина, которая жила рядом с фабрикой, где он работал. После этого пара переехала в отдельный дом в Бруклине. Брак оказался удачным. У Джорджа Балабушки и его жены было двое детей — Джордж и Грегори.
В 1959 году Балабушка, сам давно увлекавшийся игрой в бильярд, купил новую мастерскую и занялся производством киёв. Первые кии он подарил друзьям в качестве рождественских подарков, однако уже вскоре стал получать все больше и больше заказов. Все кии Балабушка делал вручную, работая над ними один. Внешне оформленные относительно просто, кии Балабушки уже при его жизни снискали известность своим высоким качеством, так что мастер постоянно имел больше заказов, чем мог реализовать.
В 1986 году, более чем через десять лет после смерти мастера, на экраны вышел фильм Скорсезе «Цвет денег», по сюжету которого опытный бильярдист (Ньюмен) обучает молодого (Круз), причём в решающий момент тот использует полученный от учителя кий «Балабушка». Интересно, что при съемках использовалась не настоящая «Балабушка», а специально изготовленная реплика, что было связано с опасениями повредить подлинный кий, ещё до выхода фильма имевший высокую материальную ценность.
С тех пор кии Балабушка в бильярде окончательно заняли место скрипок Страдивари. Они регулярно выставлялись на аукционах. Уже в 1994 году один из киёв «Балабушка» был куплен коллекционером за 45 000 долларов. А в 1998 году собрание из тридцати киёв «Балабушка» и шести киёв другого известного мастера было оценено в два миллиона долларов. Имя их создателя в 2004 году было внесено в зал Славы Бильярдного конгресса Америки.